# María del Águila
María del Águila y Canales (Toledo, hacia 1596-6 de julio de 1631) fue una religiosa del siglo XVII que escribió varios opúsculos religiosos y de la que se redactó una biografía.

## Biografía
Nació en Toledo, en torno al año 1596. Deseó acceder a la orden del Carmen, pero no lo consiguió y hubo de permanecer beata.

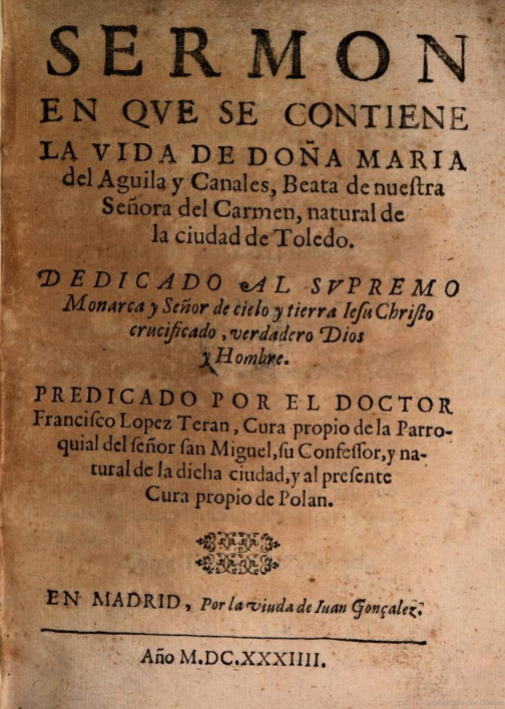
Portada de Sermón en que se contiene la vida de Doña María del Águila y Canales, Beata de nuestra Señora del Carmen, natural de la ciudad de Toledo, obra de Francisco López Terán, que relató la vida de Águila y Canales

El cura Francisco López Terán, que escribió su biografía, no refiere en ella dato alguno sobre los padres de Águila y Canales. Sí relata, en cambio, un episodio de éxtasis religioso que tuvo por espacio de diecisiete días. También, según López Terán, sentía ella que la perseguía el diablo. «¿Quién podrá decir las continuas guerras que tuvo, apareciéndosele los demonios en horribles y espantosas figuras de toros, leones, serpientes y otros fieros animales? Una vez, entre otras muchas, se le aparecieron en figuras de ratones y mosquitos, y era tanto el tormento que la dauan, que la sacauan los ojos», relata en su biografía. Este Sermón en que se contiene la vida de Doña María del Águila y Canales, Beata de nuestra Señora del Carmen, natural de la ciudad de Toledo se publicó en Madrid, en la imprenta de la viuda de un Juan González, en el año 1634.
Fue el propio López Terán quien se encargó de publicar algunos opúsculos escritos por Águila y Canales. En uno de ellos, esta alude a una visión que tuvo del infierno.
Águila y Canales falleció el 6 de julio de 1631.